# 眼帶草䲁
眼帶草䲁（學名：Clinus acuminatus），為輻鰭魚綱䲁形目胎䲁科草䲁屬的一個種，分布於東南大西洋納米比亞呂德里茨灣至南非阿爾哥亞灣以西海域，本魚身體略微扁平，鼻子呈楔形，眼睛上方有突出的觸手，其柄短而扁平，末端是短而簡單的分支，背鰭低而均勻，第一背鰭棘最短，體色多變，一般為淺色，從淺黃色到淺綠色、黃褐色或灰色，略有雜色和斑點，帶有小白點，並且身體上一般有一些較深的馬賽克狀或斑點狀深褐色條紋；有時底部顏色較深，背鰭基部常有不規則簇狀的白色斑點，鰭的尖端和眶上觸手是朱紅色。小型幼魚呈白色，有明顯的黑色橫紋，背鰭硬棘30-34枚、背鰭軟條5-7枚、臀鰭硬棘2枚、臀鰭軟條20-24枚，體長可達13公分，棲息在潮間帶潮池，雌魚產附著性卵，雄魚會守護卵，幼魚為浮游性，生活習性不明。